# 10月9日
10月9日（じゅうがつここのか）は、グレゴリオ暦で年始から282日目（閏年では283日目）にあたり、年末まであと83日ある。

## できごと

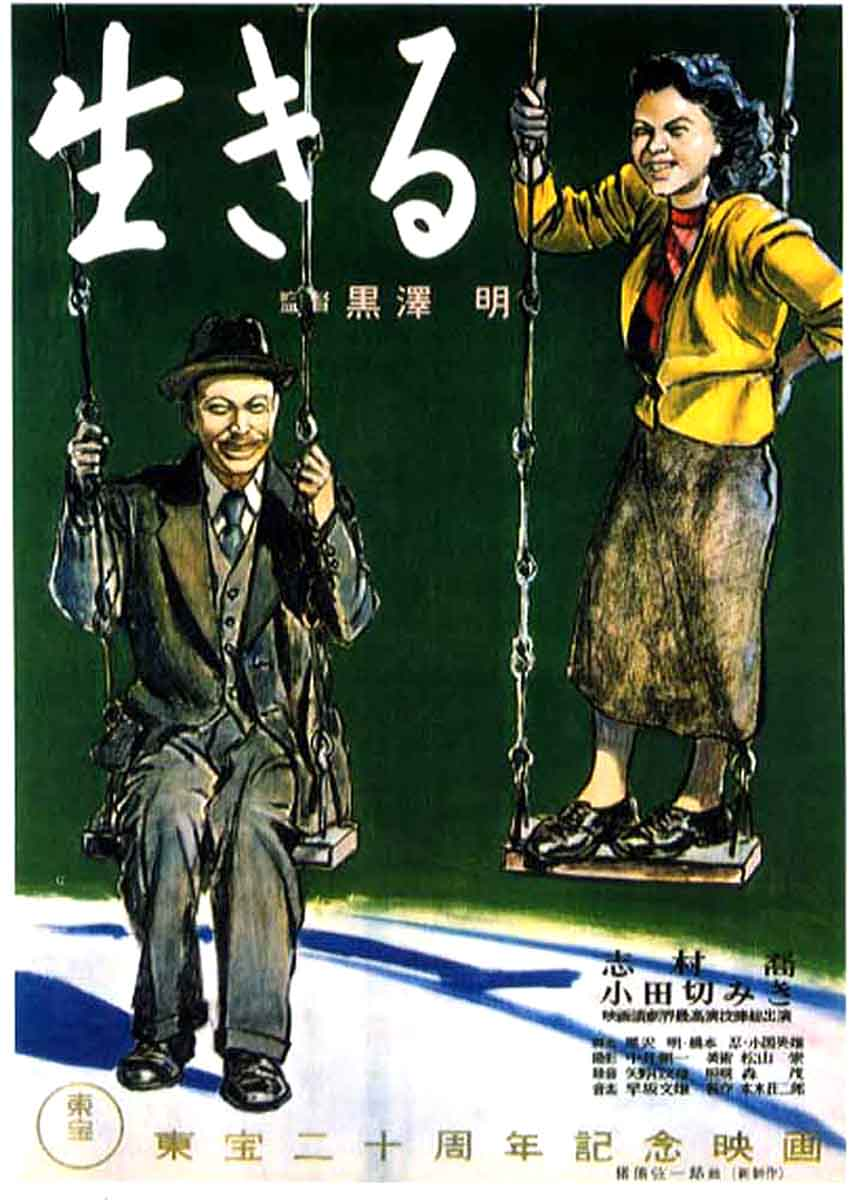
黒澤明監督、志村喬主演映画『生きる』が封切り(1952)

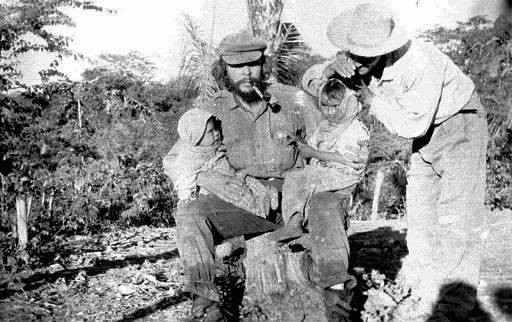
チェ・ゲバラ死す(1967)画像は最後の地ボリビアにて

- 紀元前3009年 - マハーバーラタに描かれた戦い。
- 1446年（世宗28年9月10日） - 李氏朝鮮国王世宗がハングルの解説本『訓民正音』を頒布。（ハングルの日）
- 1604年 - 超新星1604（ケプラーの星）が初めて観測される。
- 1799年 - ナポレオンがエジプト遠征からパリに帰還。
- 1820年 - グアヤキル（現在のエクアドル最大の都市）がスペインからの独立を宣言。
- 1831年 - ギリシャ大統領イオアニス・カポディストリアスが暗殺される。
- 1874年 - 万国郵便連合が発足。
- 1885年 - 日本がメートル条約に加入。
- 1888年 - ワシントン記念塔が一般公開される。
- 1890年 - クレマン・アデールが自作した飛行機「エオール号」で初の自力動力離陸に成功。
- 1900年 - アラスカ州でマグニチュード8.2の地震発生。
- 1905年 - 幸徳秋水の平民社が弾圧により解散。
- 1916年 - 日本で寺内正毅が第18代内閣総理大臣に就任し、寺内内閣が発足。
- 1934年 - ユーゴスラビア国王アレクサンダル1世が暗殺（マケドニア語版）される。
- 1936年 - ボールダーダム（現在のフーバーダム）で発電を開始。
- 1945年 - 幣原内閣が成立。
- 1945年 - GHQが新聞の事前検閲を在京5紙に対して開始[1]。（日本における検閲）
- 1945年 - 第二次世界大戦: アンダマン諸島の日本軍の海軍第12特別根拠地隊司令官原鼎三海軍中将と陸軍独立混成第35旅団長佐藤為徳陸軍少将がポートブレアのジムカーナスポーツグラウンドにおいて英印軍第116インド歩兵旅団（英語版）への降伏文書に署名する。
- 1952年 - 黒澤明監督の映画『生きる』が封切り。
- 1962年 - ウガンダがイギリスから独立。
- 1963年 - イタリア・バイオントダム災害。
- 1967年 - チェ・ゲバラがボリビアの山中で政府軍に射殺される。
- 1970年 - ロン・ノルがクメール共和国の樹立を宣言。
- 1975年 - 蔵前国技館でアントニオ猪木がブロックバスター・ホールドでルー・テーズを破り、NWF世界ヘビー級王座防衛。
- 1981年 - 京都市会で日本初の「空き缶回収条例」が可決される。
- 1981年 - テレビドラマ『北の国から』第1回放送。
- 1983年 - ビルマ・ラングーンのアウンサン廟で北朝鮮工作員による韓国要人を標的とした爆弾テロ。（ラングーン事件）
- 1984年 - 柔道選手の山下泰裕が国民栄誉賞受賞。
- 1986年 - アンドリュー・ロイド＝ウェバー作のミュージカル『オペラ座の怪人』が初演。
- 1986年 - 両国国技館での異種格闘技戦でアントニオ猪木がモントリオールオリンピックボクシング金メダリストで元WBA・WBC統一世界ヘビー級王者レオン・スピンクスにフォール勝ち。特別レフェリーはガッツ石松。前田日明はドン・中矢・ニールセンからギブアップ勝ち。『新・格闘王』と呼ばれる。
- 1989年 - 千葉市に日本コンベンションセンター（幕張メッセ）が開場[2]。
- 1992年 - 12.4kgのピークスキル隕石がニューヨーク州に落下。
- 1995年 - 東京ドームでUWFインターナショナルと新日本プロレスが全面対抗戦を開催。当時の観客動員最多記録を更新。
- 2000年 - さいたま市にジョン・レノン・ミュージアムが開館。
- 2002年 - 島津製作所の田中耕一のノーベル化学賞受賞が決定。
- 2004年 - 台風22号が静岡県の伊豆半島に上陸。石廊崎で最大瞬間風速67.6メートルを観測。
- 2006年 - 北朝鮮が咸鏡北道吉州郡豊渓里で初の核実験を実施（北朝鮮の核実験）。
- 2006年 - SN 2006jcの出現がアマチュア天文家3人によって発見される。
- 2009年 - ノーベル平和賞にアメリカ合衆国大統領バラク・オバマが選ばれる[3]。
- 2009年   - アメリカの無人月探査機「エルクロス」が 水の痕跡を調査するため、月の南極付近にあるクレーターCabeusに衝突[4]。衝突で生じた塵の観測結果から、月面に水が存在する証拠を確認[5]。
- 2012年 - パキスタンでターリバーンを批判し、女性の権利向上のために活動していた少女マララ・ユサフザイがターリバーンとみられる男たちに銃撃され、負傷[6]。後にターリバーンが犯行声明を出した。
- 2019年 - ノーベル化学賞に「リチウムイオン電池」を開発した旭化成名誉フェローの吉野彰ら3人が選ばれる[7]。
- 2024年 - 衆議院が解散[8]。
- 2024年 - 袴田事件: 検察が控訴を断念、袴田巌の無罪が確定し、58年に及ぶ冤罪事件に終止符が打たれる。

## 誕生日

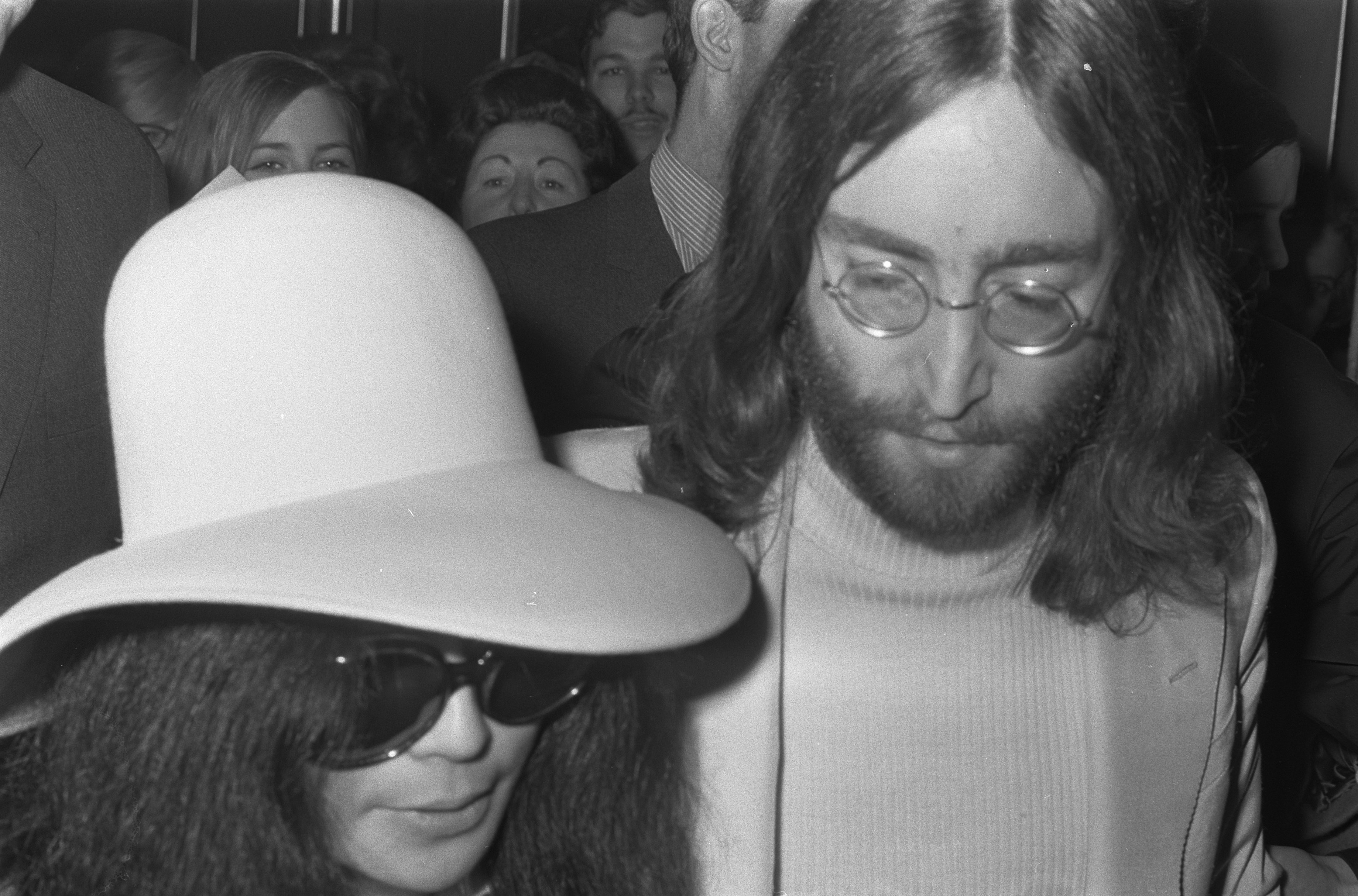
元ビートルズ、ジョン・レノン(1940-1980)誕生

- 1201年 - ロベール・ド・ソルボン[9]、フランスの司祭、神学者（+ 1274年）
- 1261年 - ディニス1世、第6代ポルトガル王（ボルゴーニャ王朝）（+ 1325年）
- 1586年 - レオポルト5世、オーストリア大公（+ 1632年）
- 1623年 - フェルディナント・フェルビースト、イエズス会宣教師（+ 1688年）
- 1757年 - シャルル10世、フランス王（+ 1836年）
- 1782年 - ルイス・カス、アメリカ合衆国国務長官（+ 1866年）
- 1835年 - カミーユ・サン＝サーンス、作曲家（+ 1921年）
- 1837年 - フレッシュ・カーロイ、ヴァイオリニスト（+ 1944年）
- 1840年 - シメオン・ソロモン、画家（+ 1905年）
- 1840年（天保11年9月14日） - 松本楓湖、日本画家（+ 1923年）
- 1856年 - 大隈英麿、教育者、東京専門学校（早稲田大学の前身）初代校長
- 1861年 - アンリ・プリヴァ＝リヴモン、画家（+ 1936年）
- 1863年 - アレクサンドル・ジロティ、音楽家（+ 1945年）
- 1863年 - アルバート・スワード、植物学者、地質学者（+ 1941年）
- 1873年 - カール・シュヴァルツシルト、天文学者（+ 1916年）
- 1874年 - ニコライ・リョーリフ、画家（+ 1947年）
- 1886年 - ルーブ・マーカード、プロ野球選手（+ 1980年）
- 1892年 - 水原秋桜子、俳人、医学博士（+ 1981年）
- 1897年 - 大佛次郎、小説家（+ 1973年）
- 1898年 - ジョー・シーウェル、プロ野球選手（+ 1990年）
- 1903年 - 飯田深雪、料理研究家、アートフラワーの創始者（+ 2007年）
- 1905年 - 高橋泰蔵、経済学者、一橋大学名誉教授（+1989年）
- 1905年 - 天津乙女、宝塚歌劇団団員、同劇団理事（+ 1980年）
- 1906年 - レオポール・セダール・サンゴール、政治家（+ 2001年）
- 1907年 - ジャック・タチ、映画監督、俳優（+ 1982年）
- 1908年 - ヴェルナー・フォン・ヘフテン、ドイツ陸軍少尉（+ 1944年）
- 1909年 - ミゲル・ホワイト、陸上競技選手（+ 1942年）
- 1909年 - 三田村泰助、歴史家、立命館大学名誉教授（+ 1989年）
- 1910年 - 天利長三、経済学者（+2000年）
- 1910年 - 双葉十三郎、映画評論家（+2009年）
- 1918年 - 鈴木秀雄、プロ野球選手
- 1918年 - 高英男、歌手（+ 2009年）
- 1919年 - 皆川定之、プロ野球選手（+ 1986年）
- 1921年 - 小前博文、プロ野球選手（+ 2000年）
- 1922年 - 大塚実、実業家、大塚商会創業者（+2019年）
- 1924年 - 春日八郎、歌手（+ 1991年）
- 1924年 - レギナ・スメンジャンカ、ピアニスト（+ 2011年）
- 1925年 - 関口清治、プロ野球選手、監督（+ 2007年）
- 1925年 - 鈴木清一、元プロ野球選手
- 1930年 - 上月左知子、女優、宝塚歌劇団雪組（+2018年）
- 1932年 - 山崎弘美、プロ野球選手（+ 2013年）
- 1933年 - ピーター・マンスフィールド、物理学者（+ 2017年）
- 1933年 - 備前喜夫、プロ野球選手（+ 2015年）
- 1938年 - 妻島芳郎、元プロ野球選手
- 1940年 - 秋山賢三、元裁判官、弁護士
- 1940年 - ジョン・レノン、ミュージシャン（ビートルズ）（+ 1980年）
- 1940年 - ジョー・ペピトーン、プロ野球選手（+ 2023年）
- 1941年 - 佐藤静雄、農家、政治家
- 1941年 - チューチョ・バルデース、ピアニスト
- 1943年 - 星野勘太郎、プロレスラー（+ 2010年）
- 1943年 - 多田勉、プロ野球選手
- 1943年 - ロニー・バロン、ミュージシャン（+ 1997年）
- 1944年 - 三門忠司、演歌歌手
- 1944年 - ジョン・エントウィッスル、ミュージシャン（ザ・フー）（+ 2002年）
- 1944年 - 浜崎正人、プロ野球選手（+ 2003年）
- 1945年 - 水前寺清子、歌手
- 1945年 - 高橋治則、実業家（+2005年）
- 1946年 - ジム・クォルス、元プロ野球選手
- 1947年 - 中村泰久、天文学者
- 1947年 - フランス・ギャル、歌手（+ 2018年[10]）
- 1950年 - 仲井戸麗市、ミュージシャン
- 1950年 - ドン小西、ファッションデザイナー
- 1950年 - 最上敏樹、国際法学者、国際基督教大学名誉教授、早稲田大学名誉教授
- 1950年 - ブライアン・ダウニング、元プロ野球選手
- 1951年 - 加藤博一、プロ野球選手（+ 2008年）
- 1951年 - 笹本稜平、小説家（+ 2021年）
- 1955年 - 荒木淳一、洋画家
- 1955年 - 常本照樹、憲法学者、北海道大学名誉教授
- 1957年 - 野沢由香里、女優
- 1958年 - 中村博生、政治家
- 1958年 - 市川和正、元プロ野球選手
- 1960年 - 福田和也、文芸評論家（+ 2024年）
- 1961年 - 今橋映子、比較文化研究年家
- 1961年 - 安室満樹子、女優
- 1961年 - 永田利則、元プロ野球選手
- 1961年 - ジュリアン・ベイリー、レーサー
- 1962年 - 大乃国康、大相撲第62代横綱、年寄12代芝田山
- 1962年 - 三遊亭歌る多、落語家
- 1962年 - 佐々木修、元プロ野球選手
- 1962年 - 中山ラマダ、漫画家
- 1963年 - 尾高千恵、歌手
- 1963年 - 山本真千子、検察官
- 1963年 - 尾立源幸、政治家
- 1964年 - 永野典勝、俳優
- 1965年 - 野口征恒、アニメーター、キャラクターデザイナー
- 1966年 - 武内英樹、プロデューサー、映画監督
- 1966年 - 斉藤レイ、女優
- 1966年 - デーヴィッド・キャメロン、政治家、第75代イギリス首相
- 1967年 - 六代目市川男女蔵、歌舞伎役者
- 1967年 - 三遊亭全楽、落語家
- 1967年 - エディ・ゲレロ、プロレスラー（+ 2005年）
- 1967年 - ジム・テータム、元プロ野球選手
- 1969年 - 秋山準、プロレスラー
- 1970年 - アニカ・ソレンスタム、ゴルファー
- 1970年 - 関沢圭司、歌手、ダンサー
- 1970年 - 安蘭けい、女優、宝塚歌劇団星組主演男役
- 1970年 - なだぎ武、お笑いタレント（ザ・プラン9）
- 1970年 - 氏賀Y太、漫画家
- 1972年 - 長野博、歌手、俳優（元V6、20th Century）
- 1972年 - 宮田幸季、声優
- 1972年 - 澤田義和、競輪選手
- 1973年 - 夏川りみ、歌手
- 1974年 - アンソニー・W・森、プロレスラー
- 1975年 - 秀島史香、DJ、ナレーター
- 1975年 - 青山友紀、アナウンサー
- 1975年 - ショーン・レノン、ミュージシャン
- 1975年 - マーク・ヴィドゥカ、サッカー選手
- 1976年 - マット・チェリアニ、プロ野球選手
- 1977年 - 岐部昌幸、放送作家、構成作家
- 1977年 - 沢田美紀、歌手
- 1977年 - ブライアン・ロバーツ、元プロ野球選手
- 1978年 - 木谷公亮、元プロサッカー選手
- 1978年 - 船引まゆみ、元バスケットボール選手
- 1979年 - 直井由文、ミュージシャン（BUMP OF CHICKEN）
- 1979年 - 若林麻衣子、福岡放送アナウンサー
- 1979年 - 田澤美亜、ファッションモデル
- 1979年 - 渋谷シュウ、元プロレスラー
- 1979年 - 脇澤美穂、元プロレスラー
- 1980年 - 富田珠里、ピアニスト
- 1980年 - 魚谷輝明、元俳優
- 1981年 - 高橋真麻、フリーアナウンサー
- 1981年 - まちゃあき、ダンサー（エグスプロージョン）
- 1981年 - サンシャイン池崎、お笑いタレント
- 1981年 - 村田由香里、元新体操選手
- 1981年 - 池田昌広、元サッカー選手
- 1983年 - 寺原隼人、元プロ野球選手
- 1983年 - イングリッド・ロス、フィギュアスケート選手
- 1983年 - ジェイソン・プライディ、元プロ野球選手
- 1984年 - 西居幸恵、元グラビアアイドル
- 1984年 - 須黒清華、アナウンサー
- 1985年 - GAKIO、お笑いタレント（ニードル）
- 1985年 - 銀田まい、女優
- 1985年 - 中野裕太、タレント
- 1985年 - 平野陽三、実業家、映画監督
- 1985年 - 斉藤一二三、元プロレスレフリー
- 1986年 - 中村将之、騎手
- 1986年 - デレク・ホランド、プロ野球選手
- 1986年 - デビッド・フェルプス、プロ野球選手
- 1986年 - ロール・マナドゥ、競泳選手
- 1988年 - 柳田悠岐、プロ野球選手
- 1988年 - 鶴岡慧子、映画監督
- 1988年 - mone shiroshina（DJ monemilk）、DJ、レースクイーン、ファッションモデル、画家
- 1989年 - 橋本真一、俳優
- 1990年 - 長谷川大、俳優
- 1990年 - 後藤崇太、俳優
- 1990年 - 田中秀幸、陸上選手
- 1990年 - 星野あいか、元AV女優
- 1990年 - アイザック・モンロイ、プロ野球選手
- 1990年 - ケヴィン・カンプル、サッカー選手
- 1991年 - 新穂えりか、女優
- 1991年 - 渡辺智佳、ミュージカル俳優
- 1992年 - ニコル、ファッションモデル
- 1992年 - 又野知弥、元プロ野球選手
- 1992年 - ジェイ・ホワイト、プロレスラー
- 1993年 - 佐村・トラヴィス・幹久、元プロ野球選手
- 1993年 - 児玉龍也、元プロ野球選手
- 1994年 - 有華、シンガーソングライター
- 1994年 - 川嶋志乃舞、三味線奏者、シンガーソングライター
- 1995年 - 良原安美、TBSテレビアナウンサー
- 1996年 - 西七海、アイドル（元虹のコンキスタドール）
- 1997年 - 清水萌々子、女優
- 1997年 - 三井淳平、俳優、歌手
- 1997年 - 柴田芽衣[11]、声優
- 1997年 - 松本真未子、サッカー選手
- 1998年 - 北川綾巴、アイドル（元SKE48、元ラブ・クレッシェンド）
- 1998年 - 恒松祐里、女優
- 1998年 - モトーラ世理奈、ファッションモデル、女優
- 1998年 - Lee、アイドル、タレント
- 1998年 - 朝花美穂、演歌歌手
- 1999年 - 大友花恋、女優、ファッションモデル
- 2000年 - 榊原彗悟、サッカー選手
- 2000年 - 入江聖奈、元アマチュアボクシング選手
- 2001年 - 田邉光平、サッカー選手
- 2002年 - メルヴェ・オリヴィエ、ラグビーユニオン選手
- 2003年 - 奥本陽菜、元アイドル（元AKB48）
- 2003年 - 雨宮凜々子、タレント
- 2005年 - 久慈愛、モデル
- 2005年 - 樋渡百花、サッカー選手
- 生年不詳 - 彩音、歌手
- 生年不詳 - JONTE' MOANING、振付師、ダンサー
- 生年不詳 - 中山幸、漫画家
- 生年不詳 - 三上ミカ、漫画家
- 生年不詳 - 大門香実、声優
- 生年不詳 - 森谷遥[12]、声優

## 忌日

### 人物
- 1047年 - クレメンス2世、第149代ローマ教皇（* 1005年）
- 1253年 - ロバート・グロステスト、神学者（* 1175年?）
- 1390年 - フアン1世、カスティーリャ王（* 1358年）
- 1562年 - ガブリエレ・ファロッピオ、医学者（* 1523年）
- 1597年（慶長2年8月28日） - 足利義昭、室町幕府最後の征夷大将軍（* 1537年）
- 1613年（慶長18年8月25日） - 浅野幸長、武将、和歌山藩主（* 1576年）
- 1688年 - クロード・ペロー、医学者、建築家（* 1613年）
- 1709年 - バーバラ・パーマー、イングランド王チャールズ2世の愛妾（* 1640年）
- 1806年 - フリードリヒ・アウグスト・ブラント（英語版）、画家（* 1735年）
- 1807年 - ミハイル・ヘラースコフ、詩人、小説家（* 1733年）
- 1826年 - マイケル・ケリー（英語版）、テノール歌手、作曲家（* 1762年）
- 1831年 - イオアニス・カポディストリアス、政治家、ギリシャ大統領（* 1776年）
- 1841年 - カルル・フリードリッヒ・シンケル、建築家（* 1781年）
- 1857年 - ヨーゼフ・レッセル、森林監視人、スクリュー発明者（* 1793年）
- 1899年 - シャルル・ランホファー（英語版）、シェフ（* 1836年）
- 1900年 - ハインリヒ・フォン・ヘルツォーゲンベルク、作曲家（* 1843年）
- 1906年 - ジョセフ・グリッデン（英語版）、実業家、農家、有刺鉄線を改良（* 1813年）
- 1917年 - フサイン・カーミル、ムハンマド・アリー朝のスルタン（* 1853年）
- 1924年 - ワレリー・ブリューソフ、作家（* 1873年）
- 1924年 - ジェイク・ドーバート、プロ野球選手（* 1884年）
- 1925年 - フーゴー・プロイス、法学者（* 1860年）
- 1934年 - アレクサンダル1世、ユーゴスラビア王（* 1888年）
- 1943年 - ピーター・ゼーマン、物理学者（* 1865年）
- 1945年 - 薄田泣菫、詩人（* 1877年）
- 1947年 - 田川大吉郎、新聞記者、官僚、政治家（* 1869年）
- 1947年 - 櫻内幸雄、実業家、政治家、第41代大蔵大臣、第13代農林大臣、第7代商工大臣（* 1880年）
- 1948年 - 佐々弘雄、法学者、参議院議員（* 1897年）
- 1950年 - 池田成彬、大蔵大臣、第14代日本銀行総裁（* 1867年）
- 1950年 - ニコライ・ハルトマン、哲学者（* 1882年）
- 1958年 - ピウス12世、第259代ローマ教皇（* 1876年）
- 1967年 - ジョセフ・ピラティス（英語版）、フィジカルトレーナー、ピラティス・メソッドを発明（* 1883年）
- 1967年 - アンドレ・モーロワ、作家（* 1885年）
- 1967年 - シリル・ヒンシェルウッド、化学者、ノーベル化学賞受賞者（* 1897年）
- 1967年 - ゴードン・オールポート、心理学者（* 1897年）
- 1967年 - チェ・ゲバラ、革命家、ゲリラの指導者、医師（* 1928年）
- 1969年 - 正力松太郎[13]、政治家、読売新聞社主、元日本テレビ社長（* 1885年）
- 1969年 - エルザ・レントシュミット、フィギュアスケート選手（* 1886年）
- 1972年 - デイブ・バンクロフト、プロ野球選手（* 1891年）
- 1972年 - ミリアム・ホプキンス、女優（* 1902年）
- 1974年 - オスカー・シンドラー、実業家（* 1908年）
- 1975年 - オーガスト・ドヴォラック、教育心理学者（* 1894年）
- 1975年 - 林房雄、小説家、文芸評論家（* 1903年）
- 1975年 - 津田松苗、昆虫学者（* 1911年）
- 1976年 - 梶井剛、官僚、実業家、元日本電気社長、日本電信電話公社初代総裁、東海大学初代学長（* 1887年）
- 1978年 - ジャック・ブレル、シャンソン歌手、俳優（* 1929年）
- 1982年 - アンナ・フロイト、精神分析学者（* 1895年）
- 1983年 - 山崎始男、実業家、政治家（* 1904年）
- 1987年 - ウィリアム・P・マーフィ、医学者（* 1892年）
- 1987年 - 稲山嘉寛、実業家、財界人、第5代経団連会長（* 1904年）
- 1988年 - フェリクス・ヴァンケル、技術者（* 1902年）
- 1988年 - 山川千秋、ニュースキャスター（* 1933年）
- 1993年 - 日本橋きみ栄、歌手（* 1915年）
- 1993年 - 村瀬幸子、女優（* 1905年）
- 1994年 - 飯沢匡、劇作家、演出家（* 1909年）
- 1995年 - アレック・ダグラス＝ヒューム、政治家（* 1903年）
- 1995年 - 小笠原貞子、政治家（* 1920年）
- 1996年 - 青山義雄、洋画家（* 1894年）
- 1996年 - 増岡正剛、実業家、増岡組3代目社長（* 1932年）
- 1997年 - 中村広、騎手、調教師（* 1915年）
- 1999年 - 嘉手苅林昌、沖縄民謡唄い手（* 1920年）
- 1999年 - ミルト・ジャクソン、ジャズ・ビブラフォン奏者（* 1923年）
- 2000年 - 楠安夫、プロ野球選手、指導者、解説者（* 1920年）
- 2001年 - カーロイ・シモニ（英語版）、物理学者、作家（* 1916年）
- 2001年 - ハーバート・ロス、映画監督（* 1927年）
- 2001年 - 二瓶秀雄、声優（* 1932年）
- 2002年 - ワンダ・ルッザート、ヴァイオリニスト（* 1919年）
- 2003年 - アマンダ・クロス、ミステリー作家、英文学、フェミニズム文学研究者（* 1926年）
- 2003年 - 泉巌夫、実業家、元読売テレビ放送社長（* 1934年）
- 2004年 - ブライアン・R・ウィルソン、社会学者（* 1926年）
- 2004年 - ジャック・デリダ、哲学者（* 1930年）
- 2005年 - 鳥海昭子、歌人、エッセイスト（* 1929年）
- 2006年 - 島田琢郎、政治家（* 1926年）
- 2006年 - 西山登志雄、東武動物公園初代園長（* 1929年）
- 2006年 - ダニエル・ユイレ、映画監督（* 1936年）
- 2006年 - マレク・グレフタ、歌手、作詞家、作曲家（* 1945年）
- 2007年 - クルト・シュヴァーエン、作曲家（* 1909年）
- 2007年 - 西條八束、陸水学者（* 1924年）
- 2007年 - 打海文三、小説家（* 1948年）
- 2007年 - 三川基好、英語学者、翻訳家（* 1950年）
- 2008年 - 西義之、ドイツ文学者、東京大学教養学部名誉教授（* 1922年）
- 2009年 - ローリ大道、臨済宗僧侶（* 1931年）
- 2009年 - 工藤千博、ヴァイオリニスト（* 1947年）
- 2010年 - 黄長燁、元朝鮮労働党書記（* 1923年）
- 2011年 - 小島昌也、プロ野球選手（* 1985年）
- 2011年 - パヴェル・カレリン、スキージャンプ選手（* 1990年）
- 2012年 - ケネス・バーソロミュー（英語版）、スピードスケート選手（* 1920年）
- 2012年 - パディ・ロイ・ベーツ、シーランド公国大公（* 1921年）
- 2012年 - 大山克巳、俳優（* 1930年）
- 2012年 - 山本孝、能楽師（* 1936年）
- 2013年 - 戸田順之助、実業家、元戸田建設社長（* 1918年）
- 2013年 - 栗原勝、政治家、元静岡県浜松市長、第22代全国市長会会長（* 1924年）
- 2013年 - 中西隆三、シナリオライター（* 1932年）
- 2013年 - ウィルフリート・マルテンス（英語版）、政治家、元ベルギー首相（* 1936年）
- 2014年 - ジャン・フックス、女優、声優、コメディアン（* 1957年）
- 2015年 - 杜潤生、政治家（* 1913年）
- 2015年 - ジェフリー・ハウ、政治家、元英国外務大臣（* 1926年）
- 2016年 - アンジェイ・ワイダ、映画監督（* 1926年）
- 2016年 - 溝口舜亮、俳優（* 1942年）
- 2016年 - アーロン・プライヤー、プロボクサー、元WBA・IBF世界スーパーライト級王者（* 1955年）
- 2016年 - 川島道行、ミュージシャン（BOOM BOOM SATELLITES）（* 1969年)
- 2017年 - 横堀武夫、機械工学者、東北大学名誉教授、帝京大学名誉教授（* 1917年）
- 2017年 - 米澤義信、実業家、元本州製紙社長（* 1924年）
- 2017年 - フェルナンド・デ・シスロ、画家（* 1925年）
- 2017年 - ジャン・ロシュフォール、俳優（* 1930年）
- 2017年 - 熊谷賢一、作曲家（* 1934年）
- 2018年 - 手塚明治、プロ野球選手（* 1921年）
- 2018年 - 浅井良二、実業家、浅井企画創業者（* 1935年）
- 2018年 - トマス・A・スタイツ、生化学者、ノーベル化学賞受賞者（* 1940年）
- 2018年 - 呂君昌、古生物学者（* 1965年）
- 2019年 - 山本博、実業家、元四国電力社長（* 1922年）
- 2019年 - リチャード・アスキー、数学者（* 1933年）
- 2019年 - アンドレス・ヒメノ、テニス選手、国際テニス殿堂（* 1937年）
- 2020年 - 橋本武徳、高校野球指導者、天理高等学校野球部前監督（* 1944年）
- 2021年 - アボルハサン・バニーサドル、政治家、初代イラン大統領（* 1933年）
- 2022年 - ブルーノ・ラトゥール、哲学者、人類学者、社会学者（* 1947年）
- 2022年 - 柴田保光[14]、プロ野球選手（* 1957年）
- 2023年 - 新井明、英文学者、日本女子大学名誉教授（* 1932年）
- 2023年 - 鶴橋康夫、テレビディレクター、映画監督（* 1940年）
- 2023年 - ケヴィン・フィリップス、政治評論家（* 1940年）
- 2024年 - レイフ・セーゲルスタム、指揮者、作曲家（* 1944年）
- 2024年 - 金原亭馬遊、落語家（* 1966年）

### 人物以外（動物など）
- 2013年 - エリシオ[15]、競走馬（* 1993年）

## 記念日・年中行事
- 寒露（ 日本 中国2007年・2011年）
二十四節気の1つ。太陽の黄経が195度の時で、霜が冷気によって凍りそうになるころ。
- 世界郵便デー／万国郵便連合記念日
1874年10月9日に、全世界を一つの郵便地域にすることを目的とする万国郵便連合 (UPU) がスイスで結成されたことに由来。 1969年に「UPUの日」として制定され、1984年に世界郵便デーになった。
- 体育の日（ 日本、2000年・2006年・2017年）※10月の第2月曜日、2020年以降はスポーツの日。
- スポーツの日（ 日本、2023年）※10月の第2月曜日、2019年以前は体育の日。
- ホロコーストを追悼する日（英語版）（ ルーマニア）
- グアヤキル独立記念日（ エクアドル）
1820年のこの日、エクアドル最大の都市・グアヤキルがスペインからの独立を宣言した。
- 独立記念日（ ウガンダ）
1962年のこの日、ウガンダがイギリスから独立した。
- ハングルの日（ 韓国）
世宗28年（1446年）、李氏朝鮮国王世宗がハングルの解説本『訓民正音』を頒布した日。
- レイフ・エリクソンの日（英語版）（ アメリカ合衆国）
ヴァイキングのレイフ・エリクソンがヨーロッパ人で初めてアメリカ大陸に到達したと伝えられる日。
- トラックの日（ 日本）
「ト(10)ラック(9)」の語呂合わせから、全日本トラック協会と47都道府県トラック協会が1992年に制定[16]。
- 道具の日（ 日本）
「どう(10)ぐ(9)」の語呂合せ。東京都台東区のかっぱ橋道具街が1983年に制定。
- 東急の日（ 日本）
10月9日の「10・9」を「とうきゅう」と読む語呂合わせから。東京急行電鉄が制定した東急グループのキャンペーン。
- 金券の日（ 日本）
日本チケット商協同組合が制定。業界の健全な発展とその認知度の向上、そして多くの人に安心して利用して貰うのが目的。日付はチケットショップが取り扱う商品券やプリペイドカードなどは生活に役立つお得な金券であることから10と9で「トク（得）」と読む語呂合わせから。
- 塾の日（ 日本）
「じゅ(10)く(9)」の語呂合せ。全国学習塾協会が1988年に制定。
- 熟睡の日（ 日本）
埼玉県所沢市の一般社団法人睡眠栄養指導士協会が制定。睡眠の時間や質が悪い寝不足な人々に、熟睡することの大切さを知り、熟睡のための知識を学び、熟睡体験をしてもらうのが目的。日付は10と9で熟睡の「熟（じゅく=10+9）」と読む語呂合わせから。
- 熟成烏龍茶の日（ 日本）
日本コカ・コーラ株式会社が制定。180日以上じっくり熟成させた烏龍茶本来の華やかな香りをしっかりと引き出した同社の「熟成烏龍茶 つむぎ」を多くの人に楽しんでもらうのが目的。日付は10と9を「熟成」の「熟（19）」と読む語呂合わせから。また、年間を通じて「熟成」された烏龍茶本来の豊かな香りと、濃い奥深さを味わってもらうために毎月19日も「熟成」の「熟（19）」と読む語呂合わせから「熟成烏龍茶の日」としている。
- トクホの日 （ 日本）
「トクホの日」推進委員会が制定。健康の保持に役立つ機能を表示することを消費者庁が許可した食品である特定保健用食品（トクホ）を上手に取り入れて、生活習慣病の予防に役立ててもらうことが目的。「日付は10と9で「トクホ」と読む語呂合わせから。
- 熟成肉の日（ 日本）
10と9で「じゅ(10)く(9)せい」の語呂合わせから。大阪府大阪市に本社を置き、国産の黒毛和牛本来の美味しさを提供する「但馬屋」などの焼肉店、ステーキ店を展開する株式会社牛心が制定。牛一頭を丸ごと、温度、湿度、風などを厳しく管理し、数十日間熟成させた同社の「熟成肉」。その美味しさを多くの人に知ってもらうのが目的。
- 熟成ウインナー TheGRANDアルトバイエルンの日（ 日本）
伊藤ハム株式会社が制定。同社の人気商品である熟成ウインナー 「TheGRANDアルトバイエルン」をさらに多くの人に味わってもらうのが目的。日付は10と9で「熟成」と読む語呂合わせから。
- アメリカンドッグの日（ 日本）
富山県富山市に本社を置き、アメリカンドッグを手がけるフルタフーズ株式会社が制定。日付は10と9で「ドッグ」と読む語呂合わせから。
- マカロンの日（ 日本）
全日本マカロン協会が制定。フランスを代表する洋菓子のマカロンの魅力をより多くの人に知ってもらうのが目的。日付はマカロンを立てて横から見ると1に見え、置いて上から見ると0に見えることから10月。マカロンの美味しさを吉兆のシンボルの勾玉の形に見立てて9日に。
- サイコロキャラメルの日（ 日本）
北海道の道南食品株式会社が制定。長年にわたり愛されてきた「明治サイコロキャラメル」を北海道ブランドとして生まれ変わらせた「北海道サイコロキャラメル」をさらに多くの人に味わってもらうのが目的。日付は「明治サイコロキャラメル」が初めて発売された1927年（昭和2年）10月9日から。
- 仙台牛の日（ 日本）
「仙台牛銘柄推進協議会」と「全国農業協同組合連合会 宮城県本部」が制定。最高ランクに格付けされた牛肉の「仙台牛」。その美味しさをより多くの人に味わってもらうのが目的。日付は10月9日を「1009」（センキュー）として、仙台牛の略である「仙牛」（センギュー）と読む語呂合わせから。
- 散歩の日（ 日本）
「シブヤ散歩会議」が制定。明治期の渋谷には国木田独歩の住まいがあり、そこで著された小説『武蔵野』にも「散歩」という言葉が登場する。散歩と縁が深い渋谷圏の魅力を発信するのが目的。日付は10と9を「てくてく」と読む語呂合わせから。
- ハンドバッグの日（ 日本）
一般社団法人日本ハンドバッグ協会が制定。ハンドバッグの需要を喚起するのが目的。日付はハンドバッグの「ハンド」のド（10）で10月。「バ（8）ッグ（9）」から8日と9日の二日間とした。
- 糖尿病とこころの日 （ 日本）
島根県出雲市に事務局を置く「糖尿病とこころ研究会」が制定。糖尿病とこころについて考える日にするのが目的。日付は10と9で「糖（10）尿病とここ（9）ろ」の語呂合わせから。
- 秋の高山祭
岐阜県高山市の桜山八幡宮の例祭。日本三大美祭の一つに数えられる。
- 土偶の日（ 日本） 
楽しみながら考古学に親しむをコンセプトに活動する「土偶の日運営委員会」(現・縄文ドキドキ会)が制定。土偶に限らず広く縄文時代の文化について多くの人にその魅力を知ってもらうのが目的。日付は１０と９で「土（ど=10）偶（ぐう=9）」と読む語呂合わせから。
- 共に守るマスクの日（ 日本） 
バッグ、アクセサリー、ヘアアクセサリーなどのファッションアイテムを販売する株式会社Histoire（イストワール）が制定。日付は「共に」の「と=１０」で１０月、マスクは耳（３）と耳（３）に掛ける（×）ものなので３×３で９日。これを合わせて１０月９日とした。「マスクは自分を守るものであり、共に大切な人を守り社会を守る」という思いから、日常生活においてマスクの正しい使い方を意識してもらい、感染症被害の削減につなげるとともに、より快適なマスク生活を支援することが目的。
- 長崎くんち(10月7日～9日)（ 日本）
長崎県の伝統的な祭り。諏訪神社や各地で奉納踊りが行われる。踊り町は7年おきにそれぞれの町が担当する。